# Jan Smith
Jan Finn Smith (19. august 1942–21. marts 1984) var en dansk læge (kandidat 1973 fra Odense) og kemiingeniør. Han var af Simon Spies udset til at overtage for Spies-koncernen.
Han blev livlæge og ven med Simon Spies, men det lykkedes ikke for ham at få Spies til at drikke mindre champagne (Dom Pérignon) eller eksperimentere mindre med lattergas. Han tillagde sig samme vaner og var således også ofte påvirket.
Senere fik Jan Smith konstateret mavekræft og begik selvmord ved at skyde sig selv på Hotel Mercur i åbningstiden.
Jan Smith fik også en datter sammen med Karin Heilesen. Hun dannede par med Simon Spies i nogle år. Jan Smith fik også en søn.